# Кубок Англії з футболу 1987—1988
Кубок Англії з футболу 1987—1988 — 107-й розіграш найстарішого футбольного турніру у світі, Кубка виклику Футбольної Асоціації, також відомого як Кубок Англії.

## Перший раунд
| Дата                      | Господарі               | Рахунок | Гості                    |
| ------------------------- | ----------------------- | ------- | ------------------------ |
| 14 листопада              | Йорк Сіті               | 0:0     | Бертон Альбіон           |
| 17 листопада Перегравання | Бертон Альбіон          | 1:2     | Йорк Сіті                |
| 14 листопада              | Вустер Сіті             | 1:1     | Йовіл Таун               |
| 17 листопада Перегравання | Йовіл Таун              | 1:0     | Вустер Сіті              |
| 14 листопада              | Вулвергемптон Вондерерз | 5:1     | Челтнем Таун             |
| 14 листопада              | Транмер Роверз          | 2:2     | Порт Вейл                |
| 17 листопада Перегравання | Порт Вейл               | 3:1     | Транмер Роверз           |
| 14 листопада              | Телфорд Юнайтед         | 1:1     | Стокпорт Каунті          |
| 17 листопада Перегравання | Стокпорт Каунті         | 2:0     | Телфорд Юнайтед          |
| 14 листопада              | Саттон Юнайтед          | 3:0     | Олдершот                 |
| 14 листопада              | Сандерленд              | 2:0     | Дарлінгтон               |
| 14 листопада              | Саутенд Юнайтед         | 0:0     | Волсолл                  |
| 17 листопада Перегравання | Волсолл                 | 2:1     | Саутенд Юнайтед          |
| 14 листопада              | Сканторп Юнайтед        | 3:1     | Бері                     |
| 14 листопада              | Скарборо                | 1:2     | Грімсбі Таун             |
| 14 листопада              | ВС Регбі                | 0:0     | Атерстоун Таун           |
| 17 листопада Перегравання | Атерстоун Таун          | 0:2     | ВС Регбі                 |
| 14 листопада              | Рочдейл                 | 0:2     | Рексем                   |
| 14 листопада              | Престон Норт-Енд        | 1:1     | Менсфілд Таун            |
| 17 листопада Перегравання | Менсфілд Таун           | 4:2     | Престон Норт-Енд         |
| 14 листопада              | Пітерборо Юнайтед       | 2:1     | Кардіфф Сіті             |
| 14 листопада              | Нортвіч Вікторія        | 1:0     | Колуїн Бей               |
| 14 листопада              | Нортгемптон Таун        | 2:1     | Ньюпорт Каунті           |
| 14 листопада              | Маклсфілд Таун          | 4:2     | Карлайл Юнайтед          |
| 14 листопада              | Лінкольн Сіті           | 2:1     | Кру Александра           |
| 14 листопада              | Лейтон Орієнт           | 2:0     | Ексетер Сіті             |
| 14 листопада              | Хейєс                   | 0:1     | Свонсі Сіті              |
| 14 листопада              | Хейлзовен Таун          | 2:2     | Кіддермінстер Гарріерз   |
| 16 листопада Перегравання | Кіддермінстер Гарріерз  | 4:0     | Хейлзовен Таун           |
| 14 листопада              | Джиллінгем              | 2:1     | Фулгем                   |
| 14 листопада              | Донкастер Роверз        | 1:1     | Ротергем Юнайтед         |
| 17 листопада Перегравання | Ротергем Юнайтед        | 2:0     | Донкастер Роверз         |
| 14 листопада              | Дагенем                 | 0:2     | Мейдстоун Юнайтед        |
| 14 листопада              | Колчестер Юнайтед       | 3:0     | Тамворт                  |
| 14 листопада              | Чорлі                   | 0:2     | Гартліпул Юнайтед        |
| 14 листопада              | Честер Сіті             | 0:1     | Ранкорн                  |
| 14 листопада              | Челмсфорд Сіті          | 1:2     | Бат Сіті                 |
| 14 листопада              | Кембридж Юнайтед        | 2:1     | Фарнборо                 |
| 14 листопада              | Бернлі                  | 0:1     | Болтон Вондерерз         |
| 14 листопада              | Бристоль Роверз         | 6:0     | Мертір-Тідвіл            |
| 14 листопада              | Бристоль Сіті           | 1:0     | Айлесбері Юнайтед        |
| 14 листопада              | Брентфорд               | 0:2     | Брайтон енд Гоув Альбіон |
| 14 листопада              | Богнор Ріджіс Таун      | 0:3     | Торкі Юнайтед            |
| 14 листопада              | Бішоп Окленд            | 1:4     | Блекпул                  |
| 14 листопада              | Біллінгем Синтонія      | 2:4     | Галіфакс Таун            |
| 14 листопада              | Барнет                  | 0:1     | Герефорд Юнайтед         |
| 14 листопада              | Олтрінгем               | 0:2     | Віган Атлетік            |
| 15 листопада              | Ноттс Каунті            | 3:3     | Честерфілд               |
| 17 листопада Перегравання | Честерфілд              | 0:1     | Ноттс Каунті             |
| 23 листопада              | Веллінг Юнайтед         | 3:2     | Каршолтен Атлетік        |

## Другий раунд
До другого раунду увійшли переможці першого раунду. 
| Дата                   | Господарі              | Рахунок | Гості                    |
| ---------------------- | ---------------------- | ------- | ------------------------ |
| 5 грудня               | Йорк Сіті              | 1:1     | Гартліпул Юнайтед        |
| 9 грудня Перегравання  | Гартліпул Юнайтед      | 3:1     | Йорк Сіті                |
| 5 грудня               | Рексем                 | 1:2     | Болтон Вондерерз         |
| 5 грудня               | Віган Атлетік          | 1:3     | Вулвергемптон Вондерерз  |
| 5 грудня               | Веллінг Юнайтед        | 0:1     | Бат Сіті                 |
| 5 грудня               | Сканторп Юнайтед       | 2:1     | Сандерленд               |
| 5 грудня               | Ранкорн                | 0:1     | Стокпорт Каунті          |
| 5 грудня               | ВС Регбі               | 1:1     | Бристоль Роверз          |
| 17 грудня Перегравання | Бристоль Роверз        | 4:0     | ВС Регбі                 |
| 5 грудня               | Порт Вейл              | 2:0     | Ноттс Каунті             |
| 5 грудня               | Пітерборо Юнайтед      | 1:3     | Саттон Юнайтед           |
| 5 грудня               | Нортгемптон Таун       | 1:2     | Брайтон енд Гоув Альбіон |
| 5 грудня               | Менсфілд Таун          | 4:3     | Лінкольн Сіті            |
| 5 грудня               | Мейдстоун Юнайтед      | 1:1     | Кіддермінстер Гарріерз   |
| 7 грудня Перегравання  | Кіддермінстер Гарріерз | 2:2     | Мейдстоун Юнайтед        |
| 14 грудня Перегравання | Кіддермінстер Гарріерз | 0:0     | Мейдстоун Юнайтед        |
| 16 грудня Перегравання | Мейдстоун Юнайтед      | 2:1     | Кіддермінстер Гарріерз   |
| 5 грудня               | Лейтон Орієнт          | 2:0     | Свонсі Сіті              |
| 5 грудня               | Грімсбі Таун           | 0:0     | Галіфакс Таун            |
| 8 грудня Перегравання  | Галіфакс Таун          | 2:0     | Грімсбі Таун             |
| 5 грудня               | Джиллінгем             | 2:1     | Волсолл                  |
| 5 грудня               | Колчестер Юнайтед      | 3:2     | Герефорд Юнайтед         |
| 5 грудня               | Кембридж Юнайтед       | 0:1     | Йовіл Таун               |
| 5 грудня               | Бристоль Сіті          | 0:1     | Торкі Юнайтед            |
| 6 грудня               | Нортвіч Вікторія       | 0:2     | Блекпул                  |
| 6 грудня               | Маклсфілд Таун         | 4:0     | Ротергем Юнайтед         |

## Третій раунд
| Дата                  | Господарі                | Рахунок | Гості                   |
| --------------------- | ------------------------ | ------- | ----------------------- |
| 9 січня               | Йовіл Таун               | 0:1     | Квінз Парк Рейнджерс    |
| 9 січня               | Вімблдон                 | 4:1     | Вест-Бромвіч Альбіон    |
| 9 січня               | Вест Гем Юнайтед         | 2:0     | Чарльтон Атлетік        |
| 9 січня               | Вотфорд                  | 1:1     | Галл Сіті               |
| 12 січня Перегравання | Галл Сіті                | 2:2     | Вотфорд                 |
| 18 січня Перегравання | Вотфорд                  | 1:0     | Галл Сіті               |
| 9 січня               | Свіндон Таун             | 0:0     | Норвіч Сіті             |
| 13 січня Перегравання | Норвіч Сіті              | 0:2     | Свіндон Таун            |
| 9 січня               | Саттон Юнайтед           | 1:1     | Мідлсбро                |
| 12 січня Перегравання | Мідлсбро                 | 1:0     | Саттон Юнайтед          |
| 9 січня               | Сток Сіті                | 0:0     | Ліверпуль               |
| 12 січня Перегравання | Ліверпуль                | 1:0     | Сток Сіті               |
| 9 січня               | Стокпорт Каунті          | 1:2     | Лейтон Орієнт           |
| 9 січня               | Шрусбері Таун            | 2:1     | Бристоль Роверз         |
| 9 січня               | Шеффілд Венсдей          | 1:1     | Евертон                 |
| 13 січня Перегравання | Евертон                  | 1:1     | Шеффілд Венсдей         |
| 25 січня Перегравання | Евертон                  | 1:1     | Шеффілд Венсдей         |
| 27 січня Перегравання | Шеффілд Венсдей          | 0:5     | Евертон                 |
| 9 січня               | Шеффілд Юнайтед          | 1:0     | Мейдстоун Юнайтед       |
| 9 січня               | Сканторп Юнайтед         | 0:0     | Блекпул                 |
| 12 січня Перегравання | Блекпул                  | 1:0     | Сканторп Юнайтед        |
| 9 січня               | Редінг                   | 0:1     | Саутгемптон             |
| 9 січня               | Оксфорд Юнайтед          | 2:0     | Лестер Сіті             |
| 9 січня               | Олдем Атлетік            | 2:4     | Тоттенгем Готспур       |
| 9 січня               | Ньюкасл Юнайтед          | 1:0     | Крістал Пелес           |
| 9 січня               | Менсфілд Таун            | 4:0     | Бат Сіті                |
| 9 січня               | Лідс Юнайтед             | 1:2     | Астон Вілла             |
| 9 січня               | Гаддерсфілд Таун         | 2:2     | Манчестер Сіті          |
| 12 січня Перегравання | Манчестер Сіті           | 0:0     | Гаддерсфілд Таун        |
| 25 січня Перегравання | Гаддерсфілд Таун         | 0:3     | Манчестер Сіті          |
| 9 січня               | Гартліпул Юнайтед        | 1:2     | Лутон Таун              |
| 9 січня               | Галіфакс Таун            | 0:4     | Ноттінгем Форест        |
| 9 січня               | Джиллінгем               | 0:3     | Бірмінгем Сіті          |
| 9 січня               | Дербі Каунті             | 1:3     | Челсі                   |
| 9 січня               | Ковентрі Сіті            | 2:0     | Торкі Юнайтед           |
| 9 січня               | Брайтон енд Гоув Альбіон | 2:0     | Борнмут                 |
| 9 січня               | Бредфорд Сіті            | 2:1     | Вулвергемптон Вондерерз |
| 9 січня               | Блекберн Роверз          | 1:2     | Портсмут                |
| 9 січня               | Барнслі                  | 3:1     | Болтон Вондерерз        |
| 9 січня               | Арсенал                  | 2:0     | Міллволл                |
| 10 січня              | Порт Вейл                | 1:0     | Маклсфілд Таун          |
| 10 січня              | Іпсвіч Таун              | 1:2     | Манчестер Юнайтед       |
| 11 січня              | Плімут Аргайл            | 2:0     | Колчестер Юнайтед       |

## Четвертий раунд
У цьому раунді зіграли переможці попереднього етапу.
| Дата                  | Господарі                | Рахунок | Гості             |
| --------------------- | ------------------------ | ------- | ----------------- |
| 30 січня              | Квінз Парк Рейнджерс     | 3:1     | Вест Гем Юнайтед  |
| 30 січня              | Порт Вейл                | 2:1     | Тоттенгем Готспур |
| 30 січня              | Плімут Аргайл            | 1:0     | Шрусбері Таун     |
| 30 січня              | Ньюкасл Юнайтед          | 5:0     | Свіндон Таун      |
| 30 січня              | Менсфілд Таун            | 1:2     | Вімблдон          |
| 30 січня              | Манчестер Юнайтед        | 2:0     | Челсі             |
| 30 січня              | Лутон Таун               | 2:1     | Саутгемптон       |
| 30 січня              | Лейтон Орієнт            | 1:2     | Ноттінгем Форест  |
| 30 січня              | Евертон                  | 1:1     | Мідлсбро          |
| 3 лютого Перегравання | Мідлсбро                 | 2:2     | Евертон           |
| 9 лютого Перегравання | Евертон                  | 2:1     | Мідлсбро          |
| 30 січня              | Ковентрі Сіті            | 0:1     | Вотфорд           |
| 30 січня              | Брайтон енд Гоув Альбіон | 1:2     | Арсенал           |
| 30 січня              | Бредфорд Сіті            | 4:2     | Оксфорд Юнайтед   |
| 30 січня              | Блекпул                  | 1:1     | Манчестер Сіті    |
| 3 лютого Перегравання | Манчестер Сіті           | 2:1     | Блекпул           |
| 30 січня              | Барнслі                  | 0:2     | Бірмінгем Сіті    |
| 31 січня              | Астон Вілла              | 0:2     | Ліверпуль         |
| 1 лютого              | Портсмут                 | 1:0     | Шеффілд Юнайтед   |

## П'ятий раунд
На цьому етапі зіграли переможці попереднього раунду.
| Дата                   | Господарі            | Рахунок | Гості                |
| ---------------------- | -------------------- | ------- | -------------------- |
| 20 лютого              | Квінз Парк Рейнджерс | 1:1     | Лутон Таун           |
| 24 лютого Перегравання | Лутон Таун           | 1:0     | Квінз Парк Рейнджерс |
| 20 лютого              | Портсмут             | 3:0     | Бредфорд Сіті        |
| 20 лютого              | Порт Вейл            | 0:0     | Вотфорд              |
| 23 лютого Перегравання | Вотфорд              | 2:0     | Порт Вейл            |
| 20 лютого              | Ньюкасл Юнайтед      | 1:3     | Вімблдон             |
| 20 лютого              | Манчестер Сіті       | 3:1     | Плімут Аргайл        |
| 20 лютого              | Бірмінгем Сіті       | 0:1     | Ноттінгем Форест     |
| 20 лютого              | Арсенал              | 2:1     | Манчестер Юнайтед    |
| 21 лютого              | Евертон              | 0:1     | Ліверпуль            |

## Шостий раунд
На цьому етапі зіграли переможці попереднього раунду.
| Дата       | Господарі      | Рахунок | Гості            |
| ---------- | -------------- | ------- | ---------------- |
| 12 березня | Лутон Таун     | 3:1     | Портсмут         |
| 12 березня | Вімблдон       | 2:1     | Вотфорд          |
| 12 березня | Арсенал        | 1:2     | Ноттінгем Форест |
| 13 березня | Манчестер Сіті | 0:4     | Ліверпуль        |

## Півфінали
У півфіналах зіграли команди, що перемогли на попередньому етапі.
| Дата     | Господарі | Рахунок | Гості            |
| -------- | --------- | ------- | ---------------- |
| 9 квітня | Вімблдон  | 2:1     | Лутон Таун       |
| 9 квітня | Ліверпуль | 2:1     | Ноттінгем Форест |

## Фінал
| 14 травня 1988 |

| «Вімблдон» | 1:0      | «Ліверпуль» |
| ---------- | -------- | ----------- |
| Санчес 37' | Протокол |             |

| Вемблі, Лондон Глядачів: 98 203 Арбітр: Браян Гілл |